# Messi (película de 2014)
Messi es una película documental de 2014 que trata de la vida y la carrera del astro deportivo Lionel Messi, campeón mundial argentino y reconocido como el más grande de todos los tiempos con ocho Balones de Oro. El filme narra la vida de Messi desde su niñez en Rosario hasta su paso al club Barcelona de España donde termina convirtiéndose en el mejor jugador del mundo.
La producción utiliza imágenes reales y ficticias, retratando y recreando los momentos más importantes de su vida desde que tenía cuatro años. En la cinta se reúnen amigos de la infancia de Messi como Mathias Saavedra, Ignacio Menchaca y Diego Devoto, compañeros de Newell's, y también algunos compañeros de equipo de Barcelona y la selección argentina, además de varios periodistas deportivos y exfutbolistas como Jorge Valdano y Johan Cruyff.

## Recepción
La película fue seleccionada para la 11.ª edición de la sección Venice Days (Giornate degli Autori) del Festival Internacional de Cine de Venecia de 2014 que tuvo lugar en la ciudad italiana.

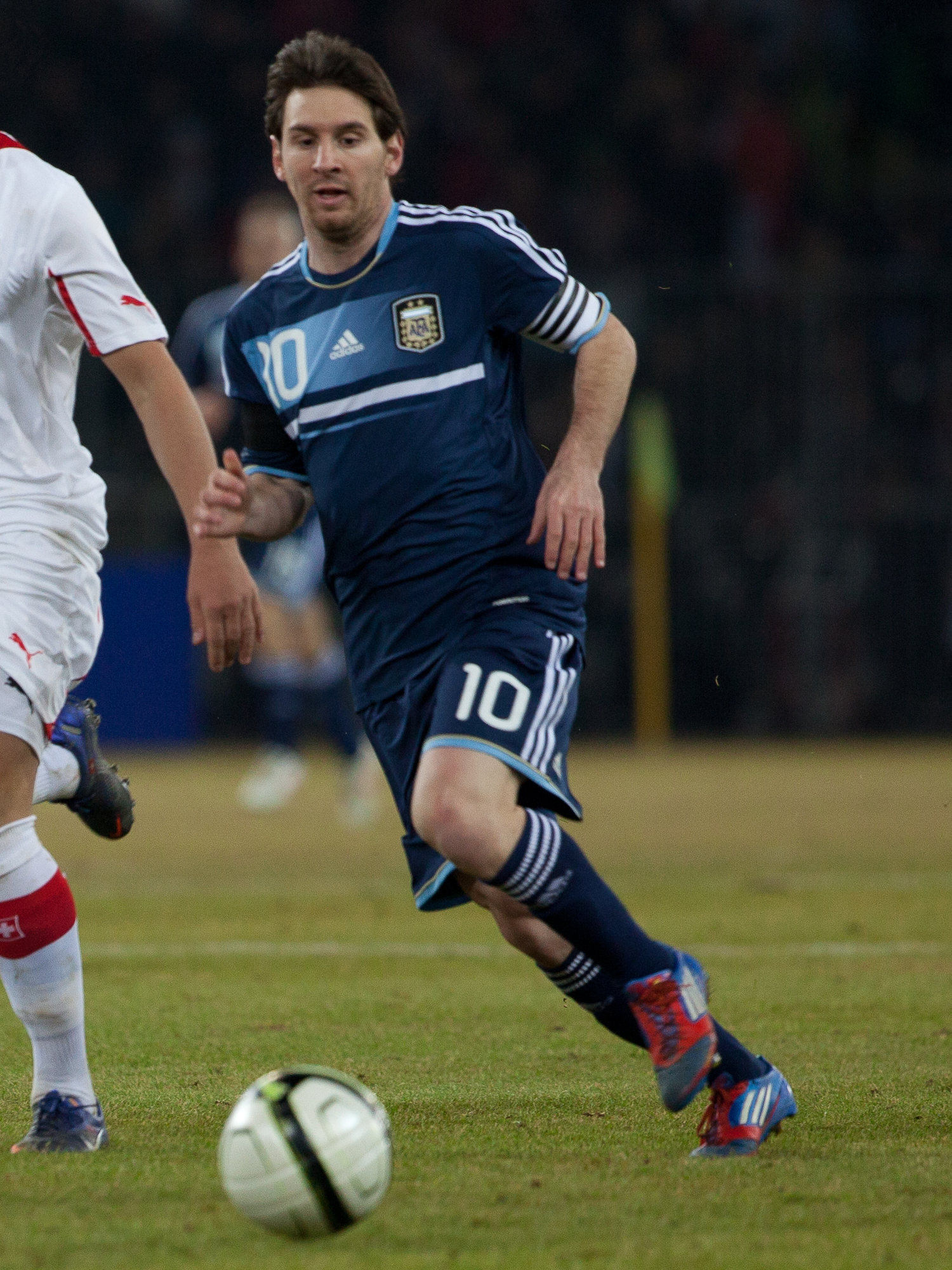
Messi en 2012. El tesón de Messi para sobreponerse a la adversidad ha inspirado documentales y temas musicales.